# لاکینتاسورا
لاکینتاسورا (نام علمی:  †Laquintasaura venezuelae) نام یک سرده از راسته پرنده‌کفلان است.